# Molgula mira
Molgula mira is een zakpijpensoort uit de familie van de Molgulidae. De wetenschappelijke naam van de soort is voor het eerst geldig gepubliceerd in 1931 door Ärnbäck.